# Tobias Camman
Tobias Martijn Camman (Utrecht, 22 november 1988) is een Nederlandse presentator, regisseur, filmmaker en influencer. Hij werkt veel samen met Daan Boom, Jasper Demollin en Stijn van Vliet.

## Biografie
Camman groeide op in Utrecht. Hij behaalde zijn vwo-diploma aan de Stichtse Vrije School in Zeist. In 2009 ging hij Media en Entertainment Management (MEM) studeren aan de Hogeschool Inholland in Haarlem. Hij behaalde in 2010 zijn propedeuse en stopte daarna met zijn studie. In 2011 werd hij aangenomen aan de V-Academy in Hilversum (onderdeel van Vereniging Veronica). Als uitvloeisel hiervan is Camman een aantal jaren V-Reporter geweest voor Vodafone. Na afronding van zijn studie aan de V-Academy heeft Camman korte tijd bij Talpa gewerkt.
In 2019 werkte hij samen met Daan Boom aan de opnames van de serie De Kelderklasse. Later volgden onder andere de FOMO Show, De Goudhaantjes, het kookprogramma Koken en Knoeien voor Jumbo en het televisieprogramma De Platenzaak. In 2024 ontving de FOMO-show in Carré een Televizier-Ring in de categorie Online-Videoserie.
In 2022 kwam zijn eerste kookboek uit met de naam Voer - kookboek voor de beginnende foodsnob.
In 2025 is Camman een van de deelnemers aan het 25e seizoen van het RTL 4-programma Expeditie Robinson.

## Werkzaamheden
Presentator
- KRO-NCRV: FOMO Show (2021-2025), met Daan Boom en Jasper Demollin[3][4]
- KRO-NCRV: De Platenzaak (2022), met Daan Boom en Stijn van Vliet[5][6][7]

Filmmaker
- KRO-NCRV: Kelderklasse 15 (2019), met Daan Boom

YouTube
- Jumbo: Koken en Knoeien (2022-2023), kookprogramma met Daan Boom
- Vriendenloterij: De Goudhaantjes (2022-2025), met Daan Boom en Jasper Demollin
- The Dean (2021-heden), met Daan Boom en Stijn van Vliet

Podcast
- Podimo: De Stijn, Tobi en Jeppe Show (2022-heden), met Stijn van Vliet en Jasper Demollin[8]

Kandidaat
- Marble Mania (2023), vormde een team met Daan Boom en Jasper Demollin
- De Kluis (2023), vormde een team met Daan Boom en Jasper Demollin
- Het Jachtseizoen (2023), vormde een team met Daan Boom
- Say Whut!? (2024), vormde een team met Jasper Demollin
- Expeditie Robinson (2025)

Kookboeken
- Voer - Kookboek voor de beginnende foodsnob (2022)[9][10]
- Groenvoer - Koken met planten voor mensen die wél van lekker eten houden (2023)[11]
- Visvoer - Visrecepten  (2024)[12]

## Bestseller 60
| Boeken met noteringen in de Nederlandse Bestseller 60 | Jaar van verschijnen | Datum van binnenkomst | Hoogste positie | Aantal weken | Opmerkingen |
| ----------------------------------------------------- | -------------------- | --------------------- | --------------- | ------------ | ----------- |
| Voer                                                  | 2019                 | 26-10-2022            | 3               | 2            |             |
| Groenvoer                                             | 2023                 | 23-10-2023            | 6               | 1            |             |
| Visvoer                                               | 2024                 | 06-11-2024            | 14              | 1            |             |